# Román Quinos
Román Quinos Villaverde (Buenos Aires, 23 luglio 1940) è un ex schermidore argentino.

## Biografia
Ha partecipato ai Giochi della XIX Olimpiade di Città del Messico nel 1968.

## Palmarès
In carriera ha conseguito i seguenti risultati:
- Giochi panamericani:

Winnipeg 1967: argento nella sciabola individuale ed a squadre.
Cali 1971: bronzo nella sciabola individuale.